# Рокка-ди-Каве
Рокка-ди-Каве (итал. Rocca di Cave) — коммуна в Италии, располагается в регионе Лацио, в провинции Рим.
Население составляет 381 человек (2008 г.), плотность населения составляет 34 чел./км². Занимает площадь 11 км². Почтовый индекс — 30. Телефонный код — 06.
Покровителем коммуны почитается святой Эгидий, празднование 1 сентября.

## Демография
Динамика населения:

## Администрация коммуны
- Официальный сайт: